# Província do Norte (Sri Lanka)
A província do Norte (em tâmil:  வட மாகாணம் Vaṭakku Mākāṇam; em cingalês:  උතුරු පළාත Uturu Paḷāta) é uma província do Sri Lanka, criada em 1 de janeiro de 2007. A capital é a cidade de Jafanapatão. A maioria da população é de etnia tâmil.